# Tổ điểu lá tim
Tổ điểu lá tim (danh pháp hai phần: Hymenasplenium cardiophyllum) là một loài dương xỉ thuộc họ Aspleniaceae. Đây là loài đặc hữu của Trung Quốc. Môi trường sống tự nhiên của chúng là rừng ẩm vùng đất thấp nhiệt đới hoặc cận nhiệt đới. Chúng hiện đang bị đe dọa vì mất nơi sống.